# Геркус, Илья Леонидович
Илья́ Леони́дович Ге́ркус (род. 30 июля 1972, Ленинград) — российский предприниматель и спортивный менеджер. 

## Биография
Окончил Санкт-Петербургский университет экономики и финансов по специальности «финансовый менеджмент».

### Личная жизнь
Мать Татьяна Геркус, работала гримёром в кино и на телевидении. Отец — Леонид Геркус, профессиональный фотограф. С трёх лет Илья жил с отчимом, режиссёром Александром Рогожкиным.
Фамилия Геркус имеет балтийские корни. По вероисповеданию Илья Геркус является католиком.

## Карьера
С 2001 года работал в аудиторской компании Ernst&Young. В 2004 году возглавил финансовое направление холдинга «Парнас-АПК». С 2008 года трудился в футбольном клубе «Зенит»: сначала — в должности заместителя генерального директора по экономике и финансам, а с 2011 года — заместителем по стратегическому развитию. На этой должности Геркус занимался разработкой стратегии развития клуба.
Одновременно он работал советником президента РФПЛ Сергея Прядкина. Его подписью был скреплён спонсорский контракт лиги с МТС. Геркус трудился в «Лиге-ТВ», запустив канал «Наш футбол» в формате HD. За полтора года у телеканала появилось 300 тысяч платных подписчиков.
Летом 2016 года новый глава РЖД Олег Белозёров пригласил Геркуса на должность президента футбольного клуба «Локомотив». СМИ сообщали, что решающую роль в этом сыграли рекомендации Прядкина и Александра Дюкова. Летом 2018 года должность Геркуса была переименована в «генерального директора». 28 декабря 2018 года покинул пост.
С 5 июля 2022 года занимал пост директора по стратегическому развитию футбольного клуба «Торпедо» (Москва). С 18 августа 2022 года — президент клуба.
В феврале 2023 года было объявлено, что с 1 марта Геркус покидает пост президента.
1 декабря 2024 года стало известно, что Геркус назначен спортивным директором футбольной команды «Эгриси».

## Титулы «Локомотива» во время президентства Ильи Геркуса
- Чемпион России (1): 2017/18
- Обладатель Кубка России (1): 2016/17

## Фильмография
- 2018 — Вне игры — камео